# Карлос Альберто Тровареллі
Карлос Альберто Тровареллі (ісп. Carlos Alberto Trovarelli; нар. 21 червня 1962, Сінко-Сальтос, Ріо-Негро, Аргентина) — аргентинський священик, францисканець-конвентуал, Генеральний Міністр Ордену Братів Менших конвентуальних (з 2019).

## Життєпис
Народився 21 червня 1962 року в Сінко-Сальтос, провінції Ріо-Негро, Аргентина. 15 лютого 1986 року склав тимчасові чернечі обіти в Ордені Братів Менших конвентуальних, а 4 жовтня 1990 року — вічні обіти. 25 березня 1995 року отримав священичі свячення. Належить до провінції святого Антонія з Падуї в Аргентині і Уругваю. Генеральний асистент FALC (Federación América Latina Conventuales — Федерації Братів Менших конвентуальних Латинської Америки).
Під час 202-ї Генеральної Капітули Ордену 25 травня 2019 року обраний Генеральним Міністром Ордену Братів Менших конвентуальних, ставши 120-м наступником святого Франциска.